# Carex arctophila
Carex arctophila là một loài thực vật có hoa trong họ Cói. Loài này được F.Nyl. mô tả khoa học đầu tiên năm 1846.